# ハドロン物理学
ハドロン物理学（ハドロンぶつりがく、Hadron physics）は、原子核を構成するバリオンやバリオン間の力を媒介するメソンといったハドロンの性質を、素粒子物理学の立場から強い相互作用を説明する量子色力学(QCD)を用いた解析により、クォークの多体系として解明しようとする物理学の一分野である。
研究対象とする物質の種類から一般に原子核物理学の一分野と位置づけられるが、理論的手法は素粒子物理学の基礎となる場の量子論に基づいており、言わばこれらの横断的研究領域である。

## 理論的背景
ハドロン物理学は量子色力学に基づいたハドロン物質の性質解明が研究課題とされている。
よって素粒子標準模型におけるクォークやグルーオンの相互作用を解析することを第一原理としている。
摂動論が十分に成り立つ領域では解析的な手法による現象の理解に理論的信頼をおくことができるが、量子色力学の性質から着目する系のエネルギーが低いと非摂動的効果が大きく寄与するため、そのような領域では量子色力学を基にした有効模型やQCD和則、格子ゲージ理論、ゲージ・重力対応などを用いた非摂動的解析がなされている。
また強い相互作用をする素粒子の一般的性質を扱うことから、上記の解析により現在ではクォーク・ハドロン多体系における温度・密度空間では以下のような様々な物理状態（相）が実現されていると考えられている。
- ハドロン相
- QGP（クォークグルーオンプラズマ）相
- カラー超伝導相

これら各物質相の内部はもとより、各相の間の相転移を理論的・実験的に解明しようとする研究もなされている。
ハドロン相とQGP相の間ではクォークの閉じ込めやカイラル対称性の破れなどが、ハドロン相とカラー超伝導相の間では中性子凝縮やダイクォーク凝縮などが議論されている。

## 対象となる粒子
ハドロン物理学において研究対象となるのは、ハドロンおよびそれが集まり構成されたハドロン物質、そしてその構成要素と考えられるクォーク、グルーオンおよびクォーク物質である。
ハドロンにはその構成要素からいくつかの分類がなされている（詳しくは『ハドロン』を参照のこと）。
バリオン（強粒子、baryon）
クォーク3つで構成される量子数をもつフェルミ粒子。
核子（nucleon）
アップクォーク、ダウンクォークのみの量子数から構成される。
ハイペロン（hyperon）
構成要素にストレンジクォークの量子数を含む。
スーペロン（superon）
構成要素にチャームクォークの量子数を含む。

メソン（中間子、meson）
クォーク、反クォーク各1つで構成される量子数をもつボース粒子。
この他近年ではエキゾチックハドロンと呼ばれる上記の構成に当てはまらない粒子も予見されている。
2003年にはクォーク5つで構成されたバリオン（ペンタクォーク）やクォーク4つで構成されたメソン（テトラクォーク）が実験で観測されたとの報告があり、現在もその存在について議論がなされている。